# Неділківська сільська рада
Неділкі́вська сільська́ ра́да — колишня  адміністративно-територіальна одиниця та орган місцевого самоврядування в Савранському районі Одеської області. Адміністративний центр — село Неділкове.

## Загальні відомості
- Територія ради: 89,64 км²
- Населення ради: 770 осіб (станом на 2001 рік)

## Населені пункти
Сільській раді були підпорядковані населені пункти:
- с. Неділкове
- с. Струтинка

## Населення
Згідно з переписом УРСР 1989 року чисельність наявного населення сільської ради становила 1657 осіб, з яких 706 чоловіків та 951 жінка.
За переписом населення України 2001 року в сільській раді мешкало 758 осіб.

### Мова
Розподіл населення за рідною мовою за даними перепису 2001 року:
| Мова       | Відсоток |
| ---------- | -------- |
| українська | 96,10 %  |
| російська  | 2,60 %   |
| молдовська | 1,17 %   |
| болгарська | 0,13 %   |

## Склад ради
Рада складається з 14 депутатів та голови.
- Голова ради:

### Керівний склад попередніх скликань
| Прізвище, ім'я, по батькові     | Основні відомості                                            | Дата обрання | Дата звільнення |
| ------------------------------- | ------------------------------------------------------------ | ------------ | --------------- |
| Буманський Олександр Андрійович | Сільський голова, 1962 року народження, член Народної партії | 26.03.2006   | 31.10.2010      |

Примітка: таблиця складена за даними сайту Верховної Ради України

### Депутати
За результатами місцевих виборів 2010 року депутатами ради стали:

#### За суб'єктами висування
| Суб'єкт висування                                       | Кількість обраних депутатів | %    |
| ------------------------------------------------------- | --------------------------- | ---- |
| Партія регіонів                                         | 9                           | 64,3 |
| Соціалістична партія України                            | 4                           | 28,6 |
| Політична партія Всеукраїнське об'єднання «Батьківщина» | 1                           | 7,1  |

#### За округами
| № округу                                                | Прізвище, ім'я, по батькові    | Дата визнання обраним | Освіта             | Партійна приналежність                        | Відомості про обраного депутата                               |
| ------------------------------------------------------- | ------------------------------ | --------------------- | ------------------ | --------------------------------------------- | ------------------------------------------------------------- |
| Партія регіонів                                         |                                |                       |                    |                                               |                                                               |
| 1                                                       | Стукаленко Ольга Федорівна     | 02.11.2010            | середня спеціальна | позапартійна                                  | територіальний центр соціального обслуговування, соцпрацівник |
| 4                                                       | Новіцька Юлія Валеріївна       | 02.11.2010            | незакінчена вища   | позапартійна                                  | Неділківська сільська рада, секретар                          |
| 5                                                       | Лісовіцька Людмила Василівна   | 02.11.2010            | вища               | член Партії регіонів                          | Неділківська загальноосвітня школа, вчитель                   |
| 7                                                       | Малаш Олександр Петрович       | 02.11.2010            | вища               | позапартійний                                 | тимчасово не працює                                           |
| 8                                                       | Порхну Володимир Михайлович    | 02.11.2010            | середня            | член Партії регіонів                          | тимчасово не працює                                           |
| 9                                                       | Ляховецький Роман Анатолійович | 31.10.2010            | середня            | позапартійний                                 | тимчасово не працює                                           |
| 11                                                      | Зарицька Галина Степанівна     | 31.10.2010            | середня            | член Партії регіонів                          | Неділківський відділ зв'язку, листоноша                       |
| 13                                                      | Кадр Анатолій Афанасійович     | 31.10.2010            | середня            | член Партії регіонів                          | пенсіонер                                                     |
| 14                                                      | Новаковська Зоя Анатоліївна    | 31.10.2010            | середня            | член Партії регіонів                          | пенсіонер                                                     |
| Політична партія Всеукраїнське об'єднання «Батьківщина» |                                |                       |                    |                                               |                                                               |
| 6                                                       | Бандюк Ігор Юрійович           | 02.11.2010            | вища               | член Всеукраїнського об'єднання «Батьківщина» | тимчасово не працює                                           |
| Соціалістична партія України                            |                                |                       |                    |                                               |                                                               |
| 2                                                       | Лозовська Клавдія Юріївна      | 02.11.2010            | середня            | позапартійна                                  | тимчасово не працює                                           |
| 3                                                       | Погарецька Марія Вікторівна    | 02.11.2010            | вища               | позапартійна                                  | тимчасово не працює                                           |
| 10                                                      | Арсенюк Яна Олександрівна      | 31.10.2010            | вища               | позапартійна                                  | Неділківська загальноосвітня школа, вчитель                   |
| 12                                                      | Кондратов Віктор Петрович      | 31.10.2010            | вища               | позапартійний                                 | приватний підприємець с. Неділкове                            |